# آرتدینک
آرتدینک (انگلیسی: Artdink) شرکت بازی ویدئویی ژاپنی است، که در سال ۱۹۸۶ تأسیس شد.